# Kevin Wölk
Kevin Wölk (Oldenburg in Holstein, 1985. május 28. –) német labdarúgó, a Wormatia Worms középpályása.

## Pályafutása
Miután utánpótlásjátékosként több csapatban is megfordult, 2004-ben igazolt a Holstein Kielhez, ahol a tartalékcsapatban 58 meccsen 10 gólt szerzett. 2006 és 2007 közt a VfB Lübeck játékosa volt, azonban csak kevesebb lehetőséget kapott. 2007-től egy éven át a VfL Bochum II-t erősítette. 2008 és 2010 közt a KSV Hessen Kassel tagja volt, 63 meccsen 18 gólt szerzett. 2010-ben a Rot Weiss Ahlen szerződtette. 2011-ben az SV Darmstadt 98 következett. 2012 és 2013 közt az FSV Frankfurt II játékosa volt, de csak kevés lehetőséget kapott. 2013-ban a Wormatia Worms szerződtette.